# رایشنبرگ (بایرن)
رایشنبرگ (به آلمانی: Reichenberg) یک منطقهٔ مسکونی در آلمان است که در Würzburg واقع شده‌است.